# Verdiales

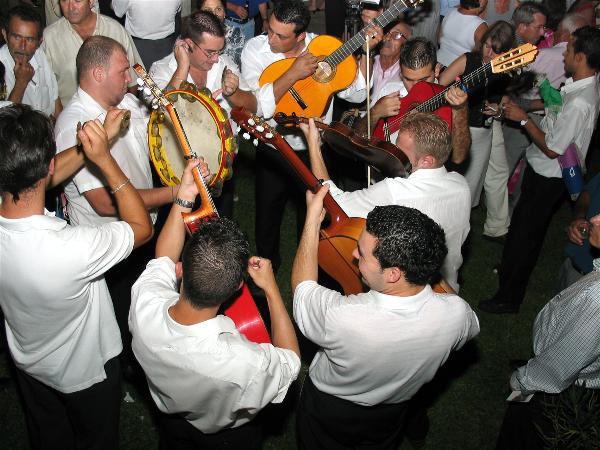
Panda de Verdiales, siglo XXI

Verdiales è una manifestazione socio-musicale di origine contadina esclusiva di determinati punti geografici della provincia di Malaga, (Andalusia, Spagna) - distretto della Axarquía, valle del Guadalhorce e Montes de Málaga - e costituita da un particolare stile di cante e ballo eseguiti con l'accompagnamento di una rondalla (frottola) composta da un violino, da due a quattro chitarre, un pandero (tamburello), due o più platillos (crotali), castañuelas (palillos) e, in alcuni dei suoi stili, un liuto o bandurria (mandola). Nel gergo, l'insieme di interpreti musicali, cantanti (cantaores), e ballerini (bailaores) si chiamano Panda de Verdiales, e le sue esecuzioni Fiesta de Verdiales. Il membro di una panda si chiama fiestero.

## Etimologia
Il luogo di provenienza della parola che designa questa tradizione contadina sembra essere il territorio olivicolo malagueño dove si coltiva una varietà di oliva denominata verdial per il fatto che si conserva verde anche una volta maturata.

## Importanza accademica
Le Verdiales risvegliano interesse musicologico e antropologico principalmente per tre motivi:
1) Antichità: Secondo flamencologi come Hipólito Rossy (Teoría del Cante Jondo.- Credsa, Barcelona, 1998) e José Luque Navajas (Málaga en el cante. - El Guadalorce. - Málaga, 1965) le verdiales sono, almeno, la più primitiva forma di fandango malagueño. Alfredo Arrebola (Dottore in Filosofia, flamencologo e cantaor) arriva ad affermare che "il fandango più antico che registra la storia flamenca è, esattamente, quello di Malaga" con le sue due forme "verdiales e fandangos abandolaos, essendo più vecchi dello stesso flamenco" (V Congreso de Folclore Andaluz).
2) Purezza: È un fandango campagnolo che, così come dice Luque Navajas, "dovuto al suo abbondante accompagnamento, si è evoluto molto poco, conservando ancora la sua naturalezza primitiva, di una rudezza e autenticità impressionanti".
3) Vitalità: Al contrario di altre manifestazioni artistiche andaluse che si snaturalizzarono con lo sparire del loro contesto culturale, spesso accademizzandosi, i verdiales si sono andate trasmettendo di padre in figlio in modo ininterrotto fino ad oggi, per cui si tratta di una genuina e rara mostra di vivo folclore.

## Stili
La tradizione ha trasmesso fino ad oggi tre stili che si denominano secondo la zona geografica dove si manifestano in prevalenza. Si tratta degli stili di Almogía, Montes y Comares.

### Almogía
Si distingue per le seguenti caratteristiche:
- Strumentazione: Violino, due o più chitarre, due o più platillos (crotali), pandero (tamburello) e castañuelas.
- Compás: È il più veloce dei tre stili.
- Interpretazione o tocco (toque) distintivo: Repiqueteo (picchiettio) seguito dai platillos; il tamburerello (pandero) si suona con meno colpi, più rasgueos e a volte si fanno florituras in modo tale come se si stesse colpendo coi gomiti e i ginocchi; le chitarre non si pizzicano, solamente danno il tempo (compás) e le note per il cante, che, secondo alcuni, aumenta la possibilità la bellezza della forma (lucimiento) dei cantanti (cantaores) di questo stile. 
Il violino, come per gli altri stili, è l'ultimo strumento che si associa, convertendosi nel direttore che inizia e finisce le parti (luchas), marcando i tempi, accompagnando il cante e "canta", facendo decires o subías o subida (salita).
- Cante:
- Baile y bandera: Per essere lo stile più rapido, il ballo possiede più cambiamenti (mudanzas) e posture, perciò suol dirsi che i ballerini (bailaores e bailaoras) devono essere "ardillas" (scoiattoli) per poter portare adeguatamente il ritmo con i piedi. El baile de la bandera (consiste nel girare rítmicamente con gran abilità una bandiera impressa con i colori e i simboli della distretto, regionali o nazionali) è molto appariscente perché il rapido ritmo si presta al lucimiento (figura bella). Si dice che il baile de la bandera sia originario di questo stile.
Lo stile di Almogía è quello più esteso, geograficamente parlando, perché tocca i confini di Malaga con sei dei suoi villaggi (pueblos), non per questo è il più prolifico in pandas sebbene mantenga una grande inclinazione per la Fiesta e grazie alla istruzione municipale e privata è molto ben accolto tra i giovani.

### Montes
Si distingue per le seguenti caratteristiche:
- Strumentazione: Violino, due o più chitarre, due o più platillos, tamburello e castañuelas.
- Compás: Benché varia secondo la panda, non deve superare la velocità di quella dello stile di almogía. Nello stile Montes, la cadenza, vigore, limpidezza, continuità, costanza e precisione del compás (tempo) costituisce la sostanza per cui in rare occasioni l'esperto ascoltatore vi trova il "duende", la "buena fiesta", l'essenza o il "Ser" (essere) dell'arte in quanto arte.
- Interpretazione o tocco (toque) distintivo: Il tamburello (pandero), che è lo strumento più significativo, essendo quello più arcaico utilizzato nella Fiesta, abbastanza maggiore di diametro di quelli usati per altri stili, avendo anche più sonagli, è l'unico che merita il nome di pandero, gli altri sono panderetas. Il suo toque si distingue per i colpi secchi con i quali marca il compás e per i suoi rasgueos con i quali accompagna il cante; qui il pandero non fa le florituras, non può portare la carica (mando) delle percussioni mentre che il violino (strumento che dirige) da l'intonazione (tonos) al cante e fa i decires. Anche le castañuelas formano parte delle percussioni, suonate da mani di donna; sebbene ci sono uomini che le suonano magistralmente, la delicatezza e la dolcezza della donna danno alla fiesta un ritmo più armonioso, più melodioso e meno aggressivo. Le chitarre normalmente portano soltanto il tempo (compás) fornendo le note per il cante. Alcuni virtuosi fanno abbellimenti (adornos) e punteos molto incisivi e musicali, con le corde della chitarra, il cui scopo è mantenere il tempo (compás) e dare le note al cante. Il violino, curiosamente, è l'ultimo ad essere stato incorporato nella fiesta e tuttavia è passato ad esserne il protagonista assoluto, senza il quale non si potrebbe concepirla, essendo lo strumento che dirige, marca il ritmo dell'entrata segnalando il finale, fa i decires, vale a dire, canta con i cantaores e da solo; tutto ciò lo ha reso imprescindibile.
Lo stile Montes è considerato come il più antico e meglio conservato per le sue forme pure e genuine.

### Comares
Lo stile di Comares è, senza dubbio, il più ricco, musicalmente parlando. Ciò si deve al fatto che qui le protagonisti sono le corde. I platillos, che si suonano picchiettandoli, portano il ritmo con il tamburello (pandero). Il violino, con melismi arabi e le chitarre, liuti e mandole (bandurrias) che si suonano pizzicati, sono gli strumenti che danno a questo stile il suo marchio caratteristico. Il ballo è molto armonioso e i bailaores hanno più possibilità di fare posture e desplantes (lett. posizioni scorrette).

## Geografia
Oltre a Los Verdiales, la fiesta si è manifestata da tempo immemorabile nei partíos - divisioni territoriali di natura giuridica o amministrativa che hanno a capo un villaggio principale - di Venta Larga, Tres Chaperas, Jotrón y Lomilla, Santa Catalina, Roalabota, Jarazmín, Santon Pitar oltre ad estendersi verso l'ovest fino al Barranco del Sol, verso nord a Casabermeja e Colmenar, e verso l'est a Jaboneros e Olías; essendo questi enclave dove si dà, precisamente, lo stile del toque verdialero, quello di Montes, che si può considerare musicologicamente come il più autentico fra i tre esistenti ai nostri giorni - Montes, Almogía e Comares - essendo quello che partecipa con più rudezza o, come si dice in gergo, quello che si suona con puro compás.
Lo stile di Almogía è quello di maggiore estensione geografica: inizia nelle Yeseras de Cártama e termina a El Torcal por Jeva.

## Storia antica

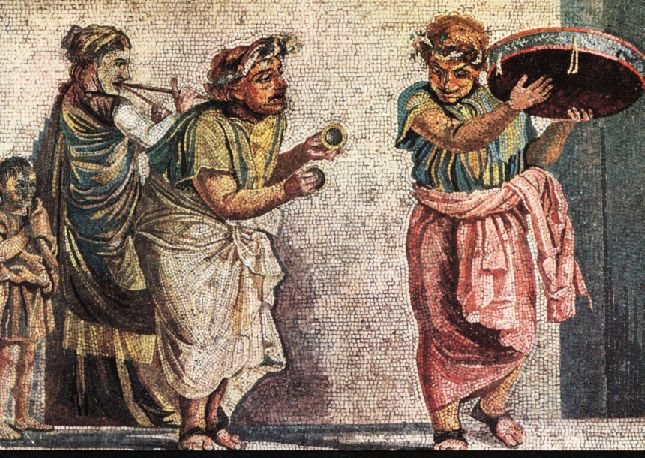
Scena comica con suonatori ambulanti

Secondo quando afferma l'etnomusicologo Miguel Ángel Berlanga, le prime rassegne storiche che fanno riferimenti a i balli andalusi provengono dal greco Strabone, il quale scrisse che un personaggio egizio del secondo II secolo a.C., Eudoxos, imbarcò da Cadice verso altre zone dell'Atlantico, sembra dell'Africa, ragazze musiciste possibilmente per mercanteggiare le loro doti canore, strumentali e di ballerine con crotali di queste terre.
Non è da escludere poiché ci sono evidenze del fatto che nel sud della Spagna, in epoca preromana, già esisteva una ben strutturata cultura fiorente all'ovest dei tartessos e all'est dai turdetanos e bastetanos (tutti popoli abitanti la fascia costiera a sud della Spagna e Portogallo). La ricchezza mineraria di questa zona (miniere di Riotinto, Tarsis, Huelva...) attrassero i fenici, greci e romani i quali si trovarono non con un insieme di popoli isolati, bensì con tutta una civiltà mediterranea-occidentale abbastanza progredita come lo prova il fatto che la Betica giunse ad essere una delle circoscrizioni più sviluppate dell'Impero Romano oltre ad apportare alla sua vita pubblica imperatori (Traiano, Adriano), intellettuali come Seneca e vescovi influenti come Ossio. Questi fattori propiziarono l'interscambio di danze e canzoni tale che Hipólito Rossy dichiara nella sua opera Teoría del Cante Jondo che già in epoca greca sarebbe stata caratteristica tipica del canto nel sud della Spagna il suo stile melismatico.
Di epoca romana datano preziose rappresentazioni di ciò che sembrano essere manifestazioni artistiche precursori delle pandas de Verdiales. In un mosaico dedicato a Bacco scoperto a Cordova, si vede una donna che suona una specie di pandero. Questo strumento, presente anche in gran parte del Mediterraneo, è stato molto popolare in Spagna, nei balli e danze fino all'inizio del XIX secolo e attualmente si suona in alcuni balli folclorici tradizionali in Andalusia (Alpujarra, Montes de Malaga...), Estremadura e Castiglia essendo l'elemento ritmico primordiale al quale i Verdiales fanno riferimento. L'estetica flamenca, tuttavia, non ha adottato l'uso di questo strumento musicale per cui possiamo parlare che si tratta chiaramente di un elemento pre-flamenco.
Ma è un mosaico trovato fra le rovine di Pompei che si conserva nel Museo di Napoli quello che forse costituisce la prova più attendibile riguardo alle antichità e connessioni rituali delle pandas de verdiales con arcaiche fiestas mediterranee precristiane. Questo è dovuto alla similitudine esistente tra gli strumenti, il modo di recitare e l'abbigliamento di queste pandas con il gruppo di musici rappresentati in quella che viene catalogata come Scena comica con suonatori ambulanti. Si tratta di una copia in mosaico romano del secolo I di una pittura ellenistica del III secolo a.C. Nella Scena appare un gruppo di musici della Grecia antica che usano un pandero decorato con nastri, dei piccoli crotali (crotalillos) o platillos di bronzo, una conchiglia che annunzia l'entrata dei musici, e un flauto doppio tipo aulos. Inoltre, due dei quattro musici vanno suonando con addobbi floreali sulla testa, allo stile dei los tontos (nomignolo con il quale si allude ai membri delle pandas de verdiales per celebrare la sua Fiesta Mayor il 28 diciembre, giorno dei Santos Inocentes) che portano nei loro sombreri di palma. Tutti questi oggetti, eccetto il flauto doppio, sono caratteriístiche delle attuali pandas de verdiales malagueñas, il che suggerisce l'esistenza di una continuità nella tradizione.

## Storia moderna
Si può considerare questo periodo compreso tra gli anni che datano le prime registrazioni audiovisive di Verdiales più antiche (1950-1960) fino ad oggi. Si può anche giustificare tale datazione in base a ciò che accade in queste date quando Malaga capitale inizia a valorizzare la "fiesta" che alcuni consideravano come "cosas de catetos", e ciò è dovuto al successivo insediamento dei contadini emigranti dai monti circostanti verso le periferie delle città, permettendo un avvicinamento di questo fandango ad essa e che termina convertendosi quasi in un simbolo della identità collettiva della provincia di Malaga.

## Las Rifas
È una forma di asta nella quale i componenti della panda (fiesteros) e gli assistenti della fiesta, in un ambiente disteso, propongono sfide o scommesse relazionate in maggiore o minore misura con l'esecuzione del toque, il cante o il ballo, in cambio di una qualche ricompensa economica. Se lo sfidato nega di realizzare il compito che gli viene imposto o pretende modificarlo, a volte deve apportare di tasca propria una quantità superiore a la posta in gioco dello sfidante. Di solito succede che qualche simpatizzante dona una certa quantità di denaro alla panda a condizione che suonino, ballino o cantino i fiesteros o chiunque degli assistenti alla fiesta che costui decida di scegliere.
Anticamente si litigava anche per portarsi la panda verso un altro casale vicino o alla prossima locanda, e tante altre trovate degli assistenti. Come il fine del denaro riscosso aveva un carattere benefico, così era permesso quasi tutto. Per cui - il fine giustifica i mezzi -.
Il ventotto di dicembre, giorno dei Santos Inocentes, rincasavano le pandas ai loro rispettivi eremi per riscuotere l'offerta. Probabilmente da qui proviene il nomignolo di ¨ Tontos ¨. Questo era il grande avvenimento, la prima panda che arrivava riusciva a ricevere la seguente suonando e questa contraccambiava allo stesso modo. Il saluto si convertiva in un impulso musicale fino a che una delle due non perdesse il compás (tempo). Questo atto lo si chiamava ¨ El Choque ¨ e, credo anche che diede origine alla definizione di ¨ Lucha ¨ per un episodio della Fiesta. El Choque negli eremi dove tutti erano conosciuti era un atto musicale e pacifico, ma altra cosa era quando si trovavano durante il percorso due pandas di distinte squadre, a volte El Choque prendeva un aspetto più aggressivo, arrivando per l'occasione a strappare le bandiere tra i bailaores avversi, o anche peggio.

## Luchas de Fiesta
Verdiales in stile Montes
Lucha de fiesta - (1,41 Mb) - Registrazione realizzata nel 2002 nell'antico lagar de Torrijos - ora museo etnologico - , situato nel cuore dei Montes de Málaga.
Panda de los Montes - (744 Kb) - Registrazione della Panda de los Montes realizzata probabilmente alle Casillas del Arroyo de los Frailes tra le decadi 1960 e 1970.

## Opinioni
- ¨Questo primitivo fandango malagueño, ballabile, di compás ternario, è considerato anteriore all'apparizione del fenomeno flamenco. ¨

(José Luque Navajas)
- ¨È, senza dubbio, il fandango più antico della regione malagueña, nato precisamente nella zona olivicola chiamata Verdiales, il cui influsso si estese dopo ad altre latitudini andaluse. Il suo accento sembra derivare da certe arcaiche forme moresche, non solo percepite in alcune specifiche modalità del ballo ma anche in quel peculiare accompagnamento di violini, platillos, almireces, castañuelas e panderetas (tamburelli) con i quali si suole accompagnare alcuni dei suoi primordiali stili locali. Si tratta, evidentemente, di un fandango arabico-andaluso che assimilò in un determinato momento, per influssi di vicinanza, alcuni caratteri del flamenco...¨

(José Manuel Caballero Bonal)
- I verdiales (dal latino viridis: verde, giovane, vigoroso, vivo; in castigliano, verdial) sono il prototipo del fandango campagnolo o, almeno, di popolazioni rurali o agricole. Il suo nome allude al distretto malagueño di ¨ Los Verdiales ¨. Verdial si chiama una varietà di olive. La zona delle verdiales è, dunque, olivicola. Si tratta di un cante tipicamente moresco, nel quale senza dubbio risuonano echi del primitivo fandango dei mori andalusi.

(Ricardo Molina)
- ¨...I primi motivi dei verdiales malagueños hanno senza dubbio un'origine moresca, sono le stesse melodie che cantavano accompagnandosi al liuto i sudditi di Ibn Alcamar e Boabdil Il Grande, le sue strofe (coplas) sono pezzi di antichi romances moreschi (moriscos).

(Charles Davillier)
- I verdiales sono una specie di monumento arcaico-musicale, un gioiello del patrimonio culturale malagueño. O, più in concreto, una sacra reliquia malagueña di remotissime epoche mediterranee, nelle quali nel caso delle verdiales rimandono direttamente tanto alla musica come ai sombreretes (dim. di sombrero) di fiori, e il vincolo della fiesta de verdiales alla non meno remotisima religione dei culti del Sole.
- Per maggior merito, è sacra reliquia che è sopravvissuta tranquillamente nei millenni. E che è sopravvissuto così, caparbiamente, alle successive invasioni e insediamenti di popolazioni di genti forestiere che, non di meno, nel corso dei millenni, con le successive colonizzazioni culturali arrivate per mano degli invasori, una dopo l'altra furono gradualmente annientati quasi tutti gli arcaici segni di identità in tutto il vasto ambito di sierre e costas malagueñe. E così, dopo la colonizzazione libico-fenicia o cartaginese, la colonizzazione romana, la colonizzazione dei visigoti, l'invasione e l'insediamento dei bizantini, la colonizzazione araba islamica, e finalmente la colonizzazione cristiano-castigliana, degli arcaici e molto remoti segni malagueños di identità solo restarono alcune cose: i vini, le uvette, i paesini bianchi di calce inerpicati in cima alle montagne. E i verdiales.

(Miguel Romero Esteo)